# Escudo de la provincia de Catamarca
El escudo de Catamarca es el emblema heráldico que representa a la provincia argentina de Catamarca.

## Historia
En 1914, se encargó a los historiadores, Pbro. D. Antonio Larrouy y D. Manuel Soria, buscar los antecedentes relativos al emblema provincial o proyectar un escudo nuevo. La Comisión dio a conocer las figuras heráldicas utilizadas en distintas épocas.
En 1922 la misma Comisión proyectó un escudo que fue aprobado por Ley N° 934, del 24 de junio de 1922, que, en su artículo 20, consigna:
El escudo de referencia blasona de la siguiente manera: escudo cuadrilongo de sesenta y tres partes de longitud por cuarenta y nueve de latitud. Gran escusón de óvalo colocado en su abismo con los esmaltes nacionales, con cincuenta y tres partes en su eje mayor y treinta y seis en su eje menor, escusón cortado, esmaltado el frente de azul, y de plata la punta. Sobre el campo del escusón dos brazos diestros de carnación que salen de los flancos del escudo y en la proximidad de los cantones de la punta. Ambas manos unidas sostienen una pica de oro en el tercio inferior de su latitud, y que se extiende desde antes de llegar a la punta hasta la faja. En la punta de la pica, gorro frigio de gules con su punta a la diestra. Bordura en campo de gules. En el cantón diestro, cruz de plata sobre dos flechas indígenas de plata, cruzadas en el siniestro un racimo de uvas de esmalte natural y hoja de sinople. En el cantón diestro de la punta, corona real de oro y en el siniestro un castillo, también de oro, almenado de tres almenas. Sobre el jefe del escudo, medio sol filtrado de rayos alternados rectos y ondulados, en número de ocho, toda la figura de oro. Ornamento de banderas argentinas con astas de oro, dos en cada flanco del escudo y fuera de ellos. Laureles de sinople, sobrepuestos a las banderas de la punta, unidos bajo la barba del escudo por una cinta de plata y azur.